# Qualifications pour la Coupe du monde de rugby à XIII 2026
Navigation
Édition précédente
Les qualifications de la Coupe du monde de rugby à XIII 2026 se déroulent d'octobre 2024 à 2025. Sur les dix nations qualifiées pour la Coupe du monde, huit le sont par le biais de leurs présences en quarts-de-finale de l'édition 2022. Deux nations doivent donc prendre part aux éliminatoires pour se qualifier.

## Les nations qualifiées
Tous les quarts-de-finalistes de l'édition 2022 sont automatiquement qualifiés auxquels s'ajoutent deux équipes qui disputent des éliminatoires.
| Qualifiés d'office 8 places                                                                             | Qualifiés 2 places |
| --- | ------------------ |
| - Angleterre - Australie - Fidji - Liban - Nouvelle-Zélande - Papouasie-Nouvelle-Guinée - Samoa - Tonga |                    |

## Europe
L'Angleterre est la seule nation européenne à avoir garanti sa qualification à la Coupe du monde en atteignant les quarts-de-finale de l'édition 2022. Quatre autres nations prennent part aux qualifications pour l'une des deux places qualificatives : la France, le pays de Galles, la Serbie et l'Ukraine. Les quatre nations se disputent une première phase à élimination directe pour une place en phase qualificative finale. La France accueille les quatre nations.
A noter que l'Irlande et l'Écosse sont absentes ce tournoi; une explication généralement donnée étant qu'elle n'ont pas de véritables championnats sur leurs sols. 

### Résultats
|  | Demi-finales                       | Demi-finales                       |                        |    | Finale                               | Finale                               |
|  | Demi-finales                       | Demi-finales                       |                        |    | Finale                               | Finale                               |
|  |                                    |                                    |                        |    |                                      |                                      |
|  | mardi 22 octobre 2024, Carcassonne | mardi 22 octobre 2024, Carcassonne |                        |    | samedi 26 octobre 2024, Saint-Estève | samedi 26 octobre 2024, Saint-Estève |
|  | mardi 22 octobre 2024, Carcassonne | mardi 22 octobre 2024, Carcassonne |                        |    | samedi 26 octobre 2024, Saint-Estève | samedi 26 octobre 2024, Saint-Estève |
|  | France                             | 74                                 |                        |    | samedi 26 octobre 2024, Saint-Estève | samedi 26 octobre 2024, Saint-Estève |
|  | France                             | 74                                 |                        |    | samedi 26 octobre 2024, Saint-Estève | samedi 26 octobre 2024, Saint-Estève |
|  | Ukraine                            | 8                                  |                        |    | samedi 26 octobre 2024, Saint-Estève | samedi 26 octobre 2024, Saint-Estève |
|  | Ukraine                            | 8                                  | France                 | 48 |                                      |                                      |
|  | mardi 22 octobre 2024, Carcassonne |                                    | France                 | 48 |                                      |                                      |
|  |                                    | Pays de Galles                     | 6                      |    |                                      |                                      |
|  | Pays de Galles                     | Pays de Galles                     | 6                      | 48 |                                      |                                      |
|  | Pays de Galles                     |                                    |                        | 48 |                                      |                                      |
|  | Serbie                             | 0                                  |                        |    |                                      |                                      |
|  | Serbie                             | 0                                  | Match pour la 3e place |    |                                      |                                      |
|  |                                    |                                    |                        |    |                                      |                                      |
|  | samedi 26 octobre 2024             |                                    |                        |    |                                      |                                      |
|  |                                    |                                    |                        |    |                                      |                                      |
|  | Serbie                             | 50                                 |                        |    |                                      |                                      |
|  | Serbie                             | 50                                 |                        |    |                                      |                                      |
|  | Ukraine                            | 10                                 |                        |    |                                      |                                      |
|  | Ukraine                            | 10                                 |                        |    |                                      |                                      |

Les matchs sont diffusés en streaming par la Fédération européenne de rugby à XIII.
Le match de la France contre le pays de Galles est quant à lui diffusé en direct en France (et sur internet) par Vià Occitanie. 
A noter que les matchs disputés par la sélection ukrainienne attirent l'attention des médias en raison du contexte de guerre; certains joueurs servant également comme soldats dans l'armée ukrainienne pendant le conflit.  L'équipe est d'ailleurs soutenue par des réfugiés en France qui l'encouragent lors des deux matchs. 

## Phase «World Series»
La phase qualificative finale nommée « World Series » oppose quatre nations. Trois nations représentent trois continents : l'Afrique du Sud pour l'Afrique, les îles Cook pour l'Océanie et la Jamaïque pour l'Amérique. La quatrième nation est européenne et est issue d'une phase de qualification continentale. La France obtient cette dernière place qualificative. 
Ce format entraine parfois des critiques, puisque la France, nation historique du rugby à XIII, se voit contrainte de disputer des matchs contre des équipes pour la plupart « émergentes ».  
Début 2025, le lieu de ce dernier tournoi qualificatif n'est pas encore connu. Dans une interview donnée à la presse régionale, le Président de la FFR XIII évoque l'idée d'une organisation en France.   